# 1405 w literaturze
Wydarzenia literackie w 1405 roku.

## Urodzili się
- Eneasz Sylwiusz Piccolomini, włoski humanista i pisarz, późniejszy papież Pius II

## Zmarli
- Jan von Posilge, kronikarz pruski